# Lagersläktet
Lagersläktet (Laurus) är ett släkte inom familjen lagerväxter med tre arter.
Typart för släktet är Laurus nobilis, lager.

## Arter
- Laurus azorica (azorisk lager[3], atlantlager[4])
- Laurus nobilis (lager)[5]
- Laurus novocanariensis (kanarisk lager)[6]

## Bildgalleri

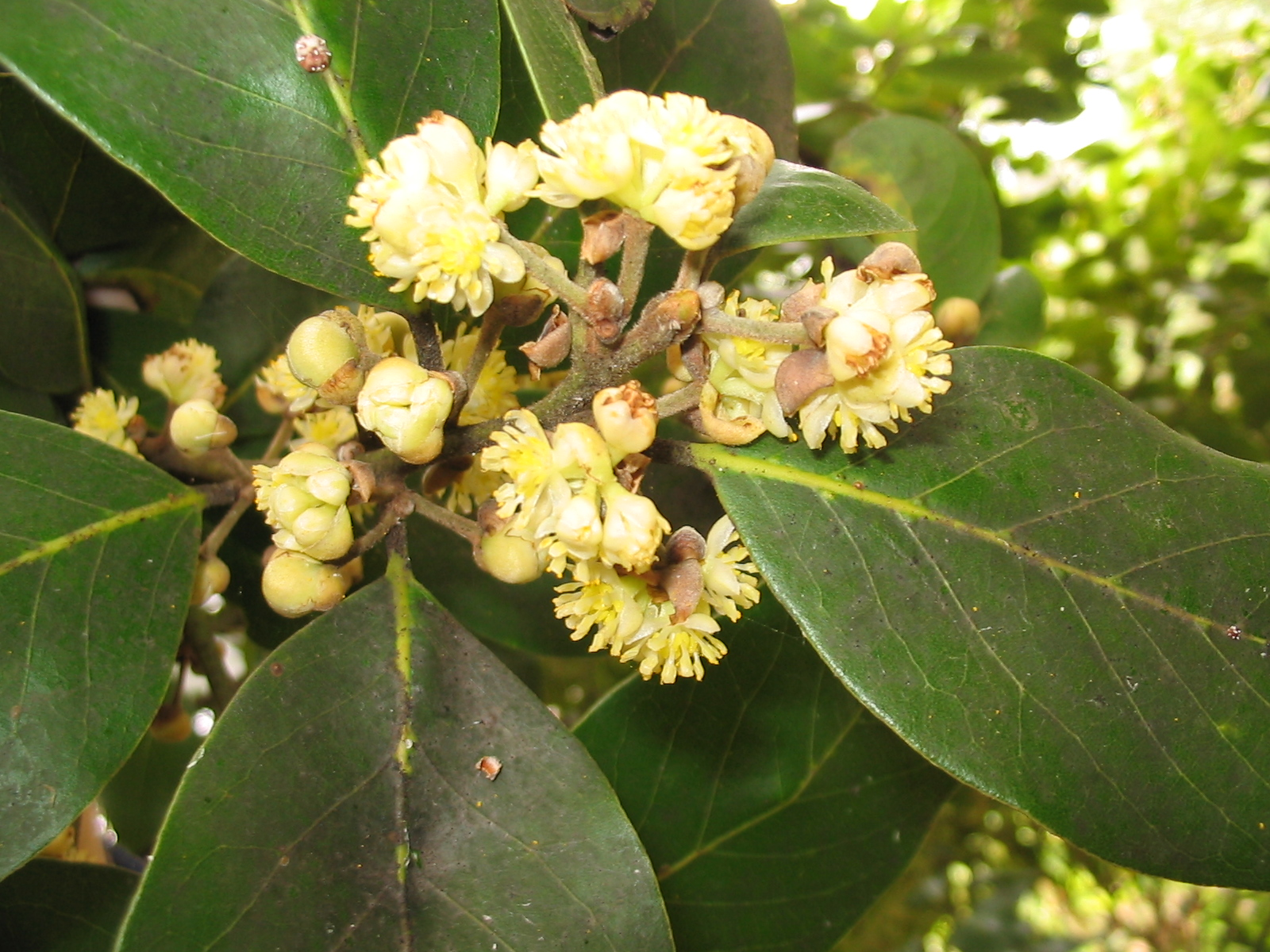
Blommor hos L. azorica.
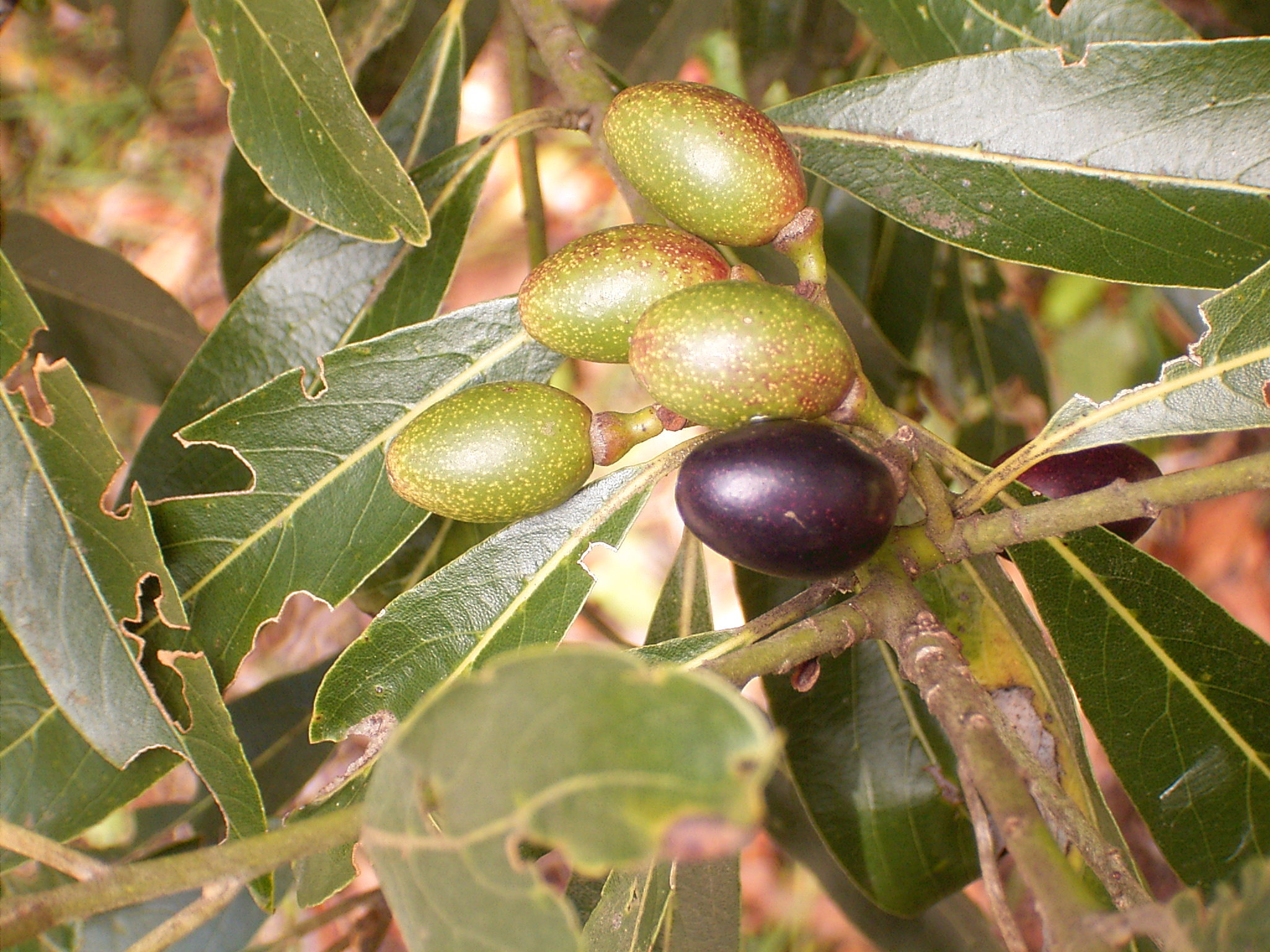
Blad och frukt hos L. novocanariensis.